# Dorfkapelle Starkenhofen

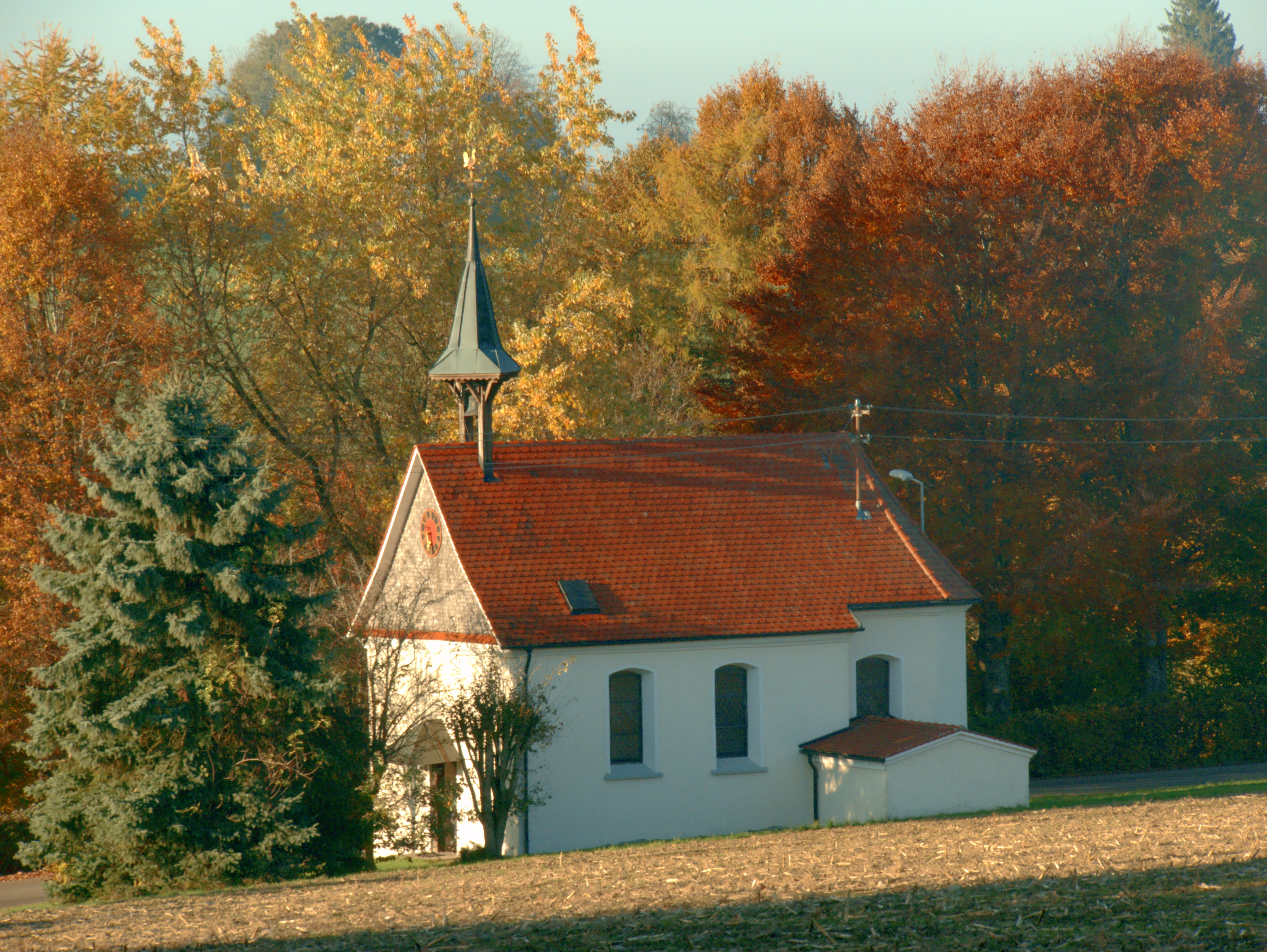
Dorfkapelle Starkenhofen von Süden

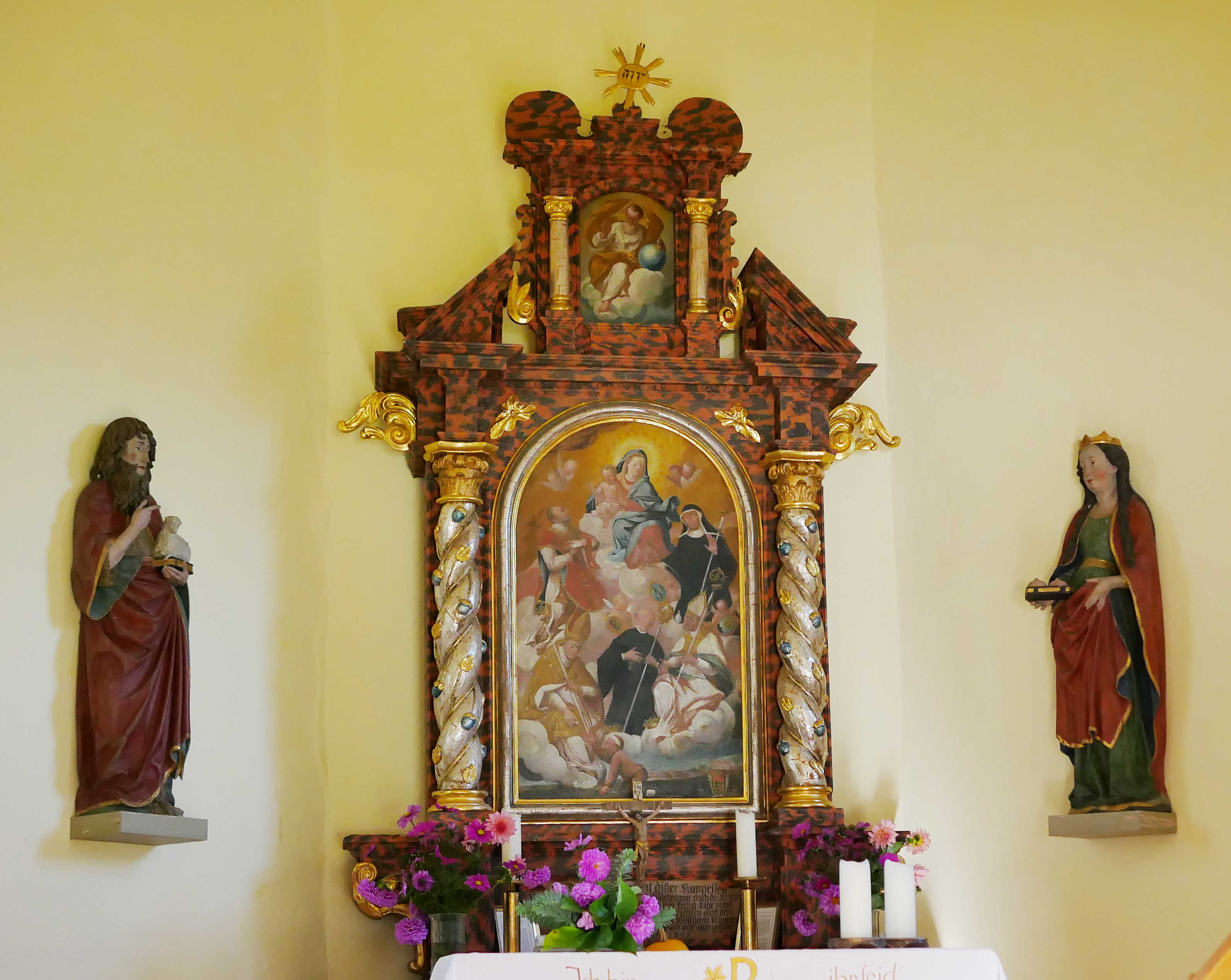
Dorfkapelle Starkenhofen mit Figuren von Hans Multscher

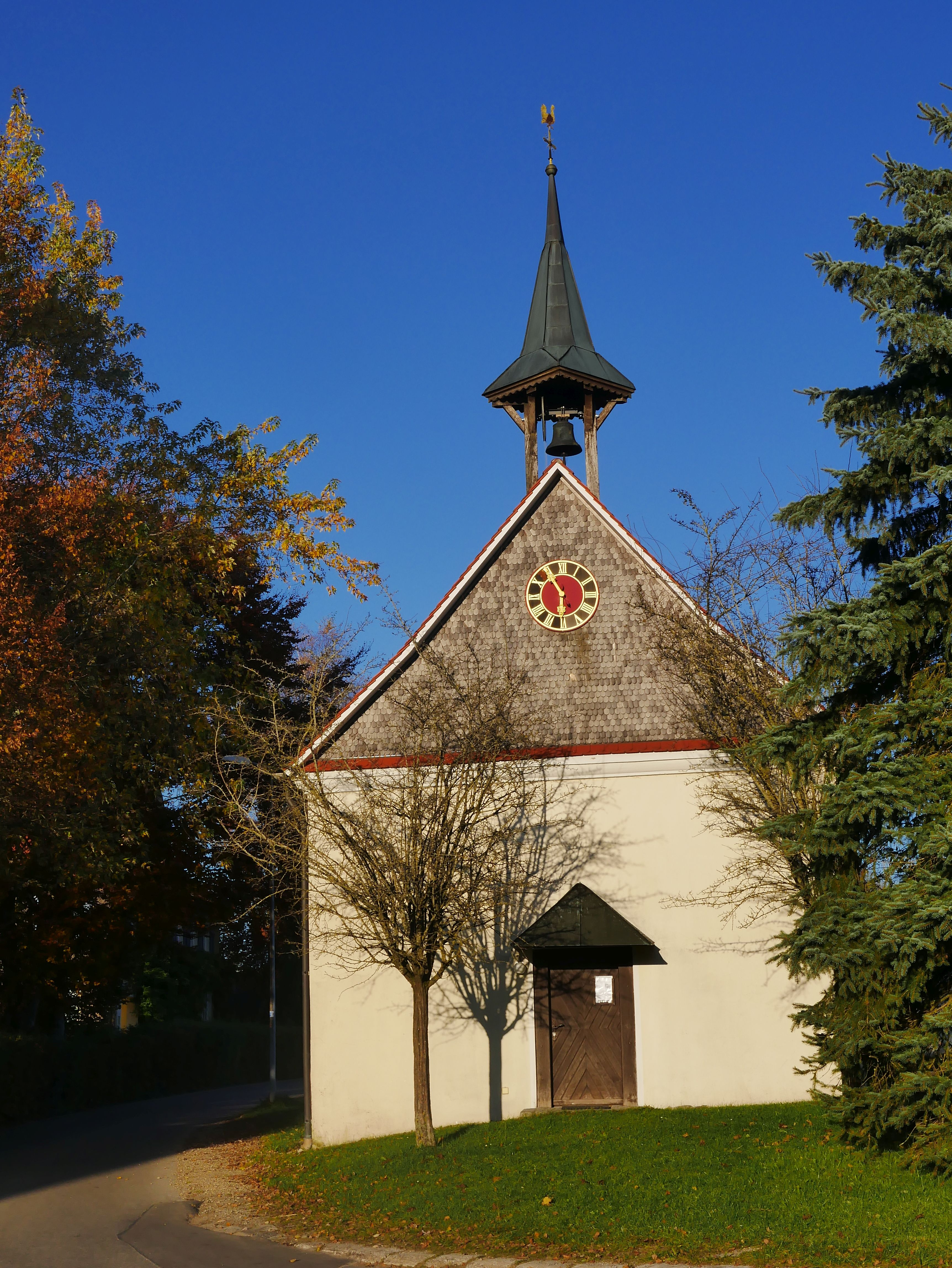
Dachreiter und Uhr

Die Dorfkapelle Starkenhofen ist eine Kapelle in Starkenhofen, einem Weiler bei Seibranz in Bad Wurzach im Landkreis Ravensburg.

## Beschreibung
Die Kapelle befindet sich an der Ortsstraße, die Starkenhofen mit Seibranz und Bauhofen verbindet, an der Abzweigung zu der Erhebung Wachbühl.
Die geostete Kapelle hat ein mit Biberschwänzen gedecktes Satteldach, das in einer eingezogenen Apsis endet. Über dem Eingang auf der Westseite befindet sich ein kleines Vordach. Die darüberliegende Fassade der Stirnseite des Gebäudes ist mit Holz verschindelt. In der Mitte der Stirnseite des Gebäudes befindet sich eine Uhr. In dem Giebelreiter auf dem Dachfirst ist eine Glocke aufgehängt.
Im Inneren der Kapelle befinden sich mehrere wertvolle sakrale Kunstgegenstände, eine Holzfigur der heiligen Agatha und eine des heiligen Johannes der Täufer. Beide Figuren können auf das Jahr 1490 datiert werden. In ihrer Gestaltung lassen sich Einflüsse der Ulmer Schule, des aus Reichenhofen stammenden Kunstschreiners Hans Multscher erkennen.
Der Barockaltar trägt das Wappen der Zeiler Herrschaft mit den staufischen Löwen. Auf dem Altarblatt sind Maria und die drei Zeiler Hauspatrone Walburga, Winnibald und Wunibald abgebildet. Vor einem heiligen Wolfgang auf einer Wolke kniet ein bettelndes Kind, dem er ein Geldstück reicht. Die Darstellung des heiligen Wolfgang könnte darauf verweisen, dass der Marienaltar von der St.-Wolfgangs-Kapelle in Aichstetten stammt.